# Parafia Narodzenia Najświętszej Maryi Panny w Żernikach
Parafia Narodzenia Najświętszej Maryi Panny w Żernikach – jedna z 9 parafii leżącą w granicach dekanatu damasławskiego. Erygowana w 1467 roku.

## Historia
Parafię erygowano prawdopodobnie w XIII wieku i wzniesiono drewniany kościół. Pierwotnie była pod wezwaniem Najświętszej Marii Panny. W drugiej połowie XV wieku zbudowano gotycki kościół murowany  ufundowany przez Mikołaja Żernickiego. Po zniszczeniach powstałych podczas wojny ze Szwecją kościół przebudowano, nadając mu częściowo cechy barokowe. W latach 2003–2006 przeprowadzono gruntowną konserwację zabytkowego ołtarza (z pierwszej połowy XVII wieku), chrzcielnicy późnogotyckiej (z przełomu XV i XVI wieku) i ambony. 
Ściany kościoła zdobią późnogotyckie freski z 1573 roku o tematyce maryjnej i chrystologicznej, odkryte w 1978, a odrestaurowane pod koniec XX wieku. Przy kościele znajduje się drewniana dzwonnica z 1884 roku z dzwonami – pierwszym z 1630, odlanym w Poznaniu na zamówienie miasta i drugim, ze zrujnowanego poewangelickiego kościoła w Zrazimiu.
6 marca 2018 zmarł dotychczasowy proboszcz parafii.

### Dotychczasowi proboszczowie
- ks. Leszek Sobieralski (ur. 2 grudnia 1959 w Poznaniu − zm. 6 marca 2018 w Janowcu Wielkopolskim) proboszcz parafii pw. Narodzenia NMP w Żernikach w latach 2001−2018[5]

## Dokumenty
Księgi metrykalne: 
- ochrzczonych od 1957 roku
- małżeństw od 1957 roku
- zmarłych od 1957 roku